# ميلينكو ميلوشيفيتش
ميلينكو ميلوشيفيتش هو لاعب كرة قدم بوسني في مركز الوسط، ولد في 13 نوفمبر 1976 في زفورنيك في البوسنة والهرسك. شارك مع منتخب البوسنة والهرسك لكرة القدم. أما مع النوادي، فقد لعب مع أوستينده والنجم الأحمر بلغراد وسيركل بروج ونادي سوتيسكا نيكشيتش ونادي موغرن.

## وصلات خارجية
- ميلينكو ميلوشيفيتش على موقع قاعدة بيانات كرة القدم.إي يو (الإنجليزية)
- ميلينكو ميلوشيفيتش على موقع ناشيونال فوتبول تيمز (الإنجليزية)